# Izquierda Unida de Aragón
Izquierda Unida de Aragón (IUA, en aragonés Cucha Chunida d'Aragón y en catalán Esquerra Unida d’Aragó) es la federación regional del partido político español Izquierda Unida en la comunidad autónoma de Aragón (España).

## Historia
La federación aragonesa de Izquierda Unida procede de la coalición de las diversas federaciones regionales del PCA, PASOC, IR, Partido Carlista de Aragón, etc., aprovechando la inercia de la movilización tanto de la ciudadanía como de los partidos y organizaciones de izquierdas contra la OTAN en 1986. El nombre que adquirió originariamente la federación aragonesa fue Convergencia Alternativa de Aragón-Izquierda Unida -CAA-IU-, posteriormente adoptó la denominación actual de Izquierda Unida de Aragón -IUA-.
Durante los años 1990 sufrió una crisis interna debido al enfrentamiento entre el sector afín al PCA, el cual se oponía a colaborar con el PSOE, y sus opositores de la corriente Nueva Izquierda, los cuales terminaron constituyendo (siguiendo la dinámica nacional) el partido PDNI, escindiéndose de Izquierda Unida, e integrándose en el PSOE como corriente interna.

## Coordinadores Generales
| Período         | Coordinador General  |
| --------------- | -------------------- |
| 1986-1989       | Carlos García        |
| 1989-1992       | Adolfo Burriel       |
| 1992-1994       | Francisco Mendi      |
| 1994-1998       | Miguel Ángel Fustero |
| 1998-2000       | Jesús Lacasa         |
| 2000-2002       | Luis Laviña          |
| 2002-2017       | Adolfo Barrena       |
| 2017-actualidad | Álvaro Sanz          |

## Resultados electorales
En las siguientes tablas figuran los resultados electorales obtenidos por Izquierda Unida de Aragón en el ámbito territorial de la comunidad autónoma de Aragón. En las elecciones generales (como Izquierda Unida) y autonómicas las circunscripciones electorales son las tres provincias aragonesas (Huesca, Teruel y Zaragoza), en las elecciones europeas la circunscripción electoral es España, y en las elecciones municipales los mismos municipios. Para una interpretación continua de la trayectoria de IUA desde el fin del franquismo suele interpretarse como resultados precedentes a los de la coalición los obtenidos por el PCA en las elecciones celebradas entre 1977 y 1986, al representar el PCA la columna vertebral de IUA en su fundación.
De cara a las elecciones generales de 2011 se anunció que se presentaría coaligado con la Chunta Aragonesista. Finalmente esta coalición se materializó bajo la denominación de La Izquierda de Aragón: La Izquierda Plural (CHA-IU) y obtuvo un diputado por la circunscripción de Zaragoza.

### Elecciones generales
| Fecha              | Votos provincia Huesca | %     | Dipu- tados | Votos provincia Teruel | %     | Dipu- tados | Votos provincia Zaragoza | %     | Dipu- tados | Votos total Aragón | %     | Dipu- tados |
| ------------------ | ---------------------- | ----- | ----------- | ---------------------- | ----- | ----------- | ------------------------ | ----- | ----------- | ------------------ | ----- | ----------- |
| 1986               | 3.978                  | 3,29  | -           | 1.363                  | 1,56  | -           | 17.147                   | 3,77  | -           | 22.488 (#5)        | 3,39  | -           |
| 1989               | 9.074                  | 7,73  | -           | 3.580                  | 4,25  | -           | 51.546                   | 11,26 | 1           | 64.200 (#4)        | 9,74  | 1           |
| 1993               | 9.756                  | 7,32  | -           | 3.990                  | 4,43  | -           | 60.074                   | 11,18 | 1           | 73.820 (#4)        | 9,71  | 1           |
| 1996               | 10.230                 | 7,54  | -           | 5.506                  | 6,0   | -           | 55.019                   | 10,07 | -           | 70.755 (#3)        | 9,14  | -           |
| 2000               | 3.898                  | 3,11  | -           | 2.438                  | 2,89  | -           | 19.059                   | 3,71  | -           | 25.395 (#5)        | 3,52  | -           |
| 2004               | 3.650                  | 2,71  | -           | 2.514                  | 2,86  | -           | 15.672                   | 2,81  | -           | 21.836 (#5)        | 2,80  | -           |
| 2008               | 3.815                  | 2,88  | -           | 2.270                  | 2,62  | -           | 15.731                   | 2,87  | -           | 21.816 (#5)        | 2,84  | -           |
| 2011 a             | 9.937                  | 8,24  | -           | 6.086                  | 7,91  | -           | 58.749                   | 11,46 | 1           | 74.655 (#3)        | 10,52 | 1           |
| 2015               | 6.433                  | 5,27  | -           | 3.897                  | 5,02  | -           | 34.869                   | 6,53  | -           | 45.199 (#5)        | 6,16  | -           |
| 2016b              | 22.430                 | 19,19 | 1           | 12.558                 | 16,76 | -           | 104.199                  | 20,31 | 1           | 139.187 (#3)       | 19,74 | 2           |
| Abril de 2019b     | 17.151                 | 13,69 | -           | 8.224                  | 10,53 | -           | 77.555                   | 13,99 | 1           | 102.930 (#4)       | 13,58 | 1           |
| Noviembre de 2019b | 14.035                 | 12,36 | -           | 3.982                  | 5,37  | -           | 57.875                   | 11,28 | 1           | 75.892 (#4)        | 10,83 | 1           |
| 2023c              | 13.774                 | 11,49 | -           | 4.126                  | 5,44  | -           | 69.925                   | 13,48 | 1           | 87.825 (#4)        | 12,29 | 1           |

a Resultados de la coalición entre la Chunta Aragonesista (CHA) y Izquierda Unida de Aragón. El diputado electo pertenece a CHA.

b Resultados de la coalición entre Podemos e Izquierda Unida de Aragón.

c Resultados de la coalición entre Podemos, Sumar e Izquierda Unida de Aragón.

### Elecciones autonómicas
| Fecha | Votos provincia Huesca | %    | Dipu- tados | Votos provincia Teruel | %    | Dipu- tados | Votos provincia Zaragoza | %     | Dipu- tados | Votos total Aragón | %    | Dipu- tados |
| ----- | ---------------------- | ---- | ----------- | ---------------------- | ---- | ----------- | ------------------------ | ----- | ----------- | ------------------ | ---- | ----------- |
| 1987  | 5.933                  | 5,11 | 1           | 2.438                  | 2,87 | -           | 22.809                   | 5,21  | 1           | 31.180 (#5)        | 4,88 | 2           |
| 1991  | 7.658                  | 6,62 | 1           | 2.491                  | 3,00 | -           | 30.932                   | 7,48  | 2           | 41.081 (#4)        | 6,71 | 3           |
| 1995  | 8.525                  | 6,81 | 1           | 4.808                  | 5,56 | 1           | 51.034                   | 10,45 | 3           | 64.367 (#4)        | 9,20 | 5           |
| 1999  | 3.998                  | 3,37 | -           | 3.352                  | 4,06 | -           | 17.455                   | 3,89  | 1           | 24.805 (#5)        | 3,81 | 1           |
| 2003  | 3.269                  | 2,59 | -           | 3.164                  | 3,68 | -           | 15.363                   | 3,07  | 1           | 21.796 (#5)        | 3,06 | 1           |
| 2007  | 3.783                  | 3,13 | -           | 4.350                  | 5,23 | -           | 19.324                   | 4,18  | 1           | 27.457 (#5)        | 4,12 | 1           |
| 2011  | 5.626                  | 4,70 | 1           | 5.236                  | 6,54 | 1           | 30.907                   | 6,46  | 2           | 41.769 (#5)        | 6,16 | 4           |
| 2015  | 3.586                  | 3,25 | -           | 3.471                  | 4,64 | -           | 20.879                   | 4,39  | 1           | 27.936 (#7)        | 4,23 | 1           |
| 2019  | 2.701                  | 2,38 | -           | 2.282                  | 3,07 | -           | 17.246                   | 3,57  | 1           | 22.229 (#8)        | 3,32 | 1           |
| 2023  | 2.916                  | 2,60 | -           | 1.634                  | 2,20 | -           | 16.409                   | 3,39  | 1           | 20.959 (#7)        | 3,12 | 1           |

### Elecciones municipales
| Fecha | Votos provincia Huesca | %    | Conce- jales | Votos provincia Teruel | %    | Conce- jales | Votos provincia Zaragoza | %     | Conce- jales | Votos total Aragón | %     | Conce- jales |
| ----- | ---------------------- | ---- | ------------ | ---------------------- | ---- | ------------ | ------------------------ | ----- | ------------ | ------------------ | ----- | ------------ |
| 1987  | 8.621                  | 7,55 | 39           | 485                    | 0,60 | 1            | 25.249                   | 5,73  | 21           | 34.355             | 5,41  | 61           |
| 1991  | 7.740                  | 6,69 | 31           | 1.511                  | 1,83 | 7            | 29.309                   | 7,08  | 29           | 38.560             | 6,30  | 67           |
| 1995  | 7.391                  | 5,89 | 28           | 3.777                  | 4,37 | 15           | 51.526                   | 10,54 | 41           | 62.694             | 8,94  | 84           |
| 1999  | 3.985                  | 3,32 | 9            | 2.911                  | 3,49 | 14           | 17.545                   | 3,89  | 26           | 24.441             | 3,73  | 49           |
| 2003  | 3.009                  | 2,39 | 5            | 4.831                  | 5,63 | 21           | 16.729                   | 3,35  | 11           | 24.569             | 3,44  | 37           |
| 2007  | 3.952                  | 3,23 | 7            | 6.094                  | 7,23 | 26           | 20.407                   | 4,38  | 14           | 30.453             | 4,52  | 47           |
| 2011  | 4.756                  | 3,92 | 12           | 5.239                  | 6,44 | 20           | 29.443                   | 6,11  | 17           | 39.438             | 5,76  | 49           |
| 2015  | 8.717                  | 7,58 | 23           | 6.866                  | 9,12 | 33           | 87.827                   | 18,34 | 45           | 103.410            | 15,45 | 101          |

### Elecciones al Parlamento europeo
| Fecha | Votos provincia Huesca | %     | Votos provincia Teruel | %    | Votos provincia Zaragoza | %     | Votos total Aragón | %     |
| ----- | ---------------------- | ----- | ---------------------- | ---- | ------------------------ | ----- | ------------------ | ----- |
| 1987  | 4.519                  | 3,89  | 1.112                  | 1,31 | 16.158                   | 3,69  | 21.789             | 3,41  |
| 1989  | 4.666                  | 5,33  | 1.752                  | 2,73 | 25.298                   | 7,21  | 31.716             | 6,31  |
| 1994  | 10.102                 | 10,04 | 5.036                  | 7,16 | 63.515                   | 15,76 | 78.653             | 13,71 |
| 1999  | 4.043                  | 3,40  | 2.673                  | 3,24 | 19.016                   | 4,24  | 25.732             | 3,96  |
| 2004  | 2.162                  | 2,53  | 1.312                  | 2,22 | 11.266                   | 3,35  | 14.740             | 3,06  |
| 2009  | 2.450                  | 3,01  | 1.812                  | 3,33 | 12.311                   | 3,68  | 16.573             | 3,52  |
| 2014  | 6.441                  | 8,47  | 3.880                  | 8,12 | 32.870                   | 9,8   | 43.191             | 9,41  |
| 2019  | 10.822                 | 9,81  | 5.901                  | 8,19 | 51.770                   | 10,8  | 68.493             | 10,35 |